# آپاگا
آپاگا (به ارمنی: Ապագա) یک روستا در ارمنستان است که در استان آرماویر واقع شده‌است. آپاگا در ۱۵ کیلومتری جنوب شرق آرماویر، مرکز استان آرماویر واقع شده‌است.

## خصوصیات
آپاگا ۱٬۷۷۵ نفر جمعیت دارد و در ارتفاع ۸۳۷ (۸۲۰) متر بالاتر از سطح دریا قرار گرفته‌است.
| سال   | ۱۸۳۱ | ۱۸۷۳ | ۱۹۱۴ | ۱۹۲۲ | ۱۹۳۱ | ۱۹۵۹ | ۱۹۷۰ | ۱۹۷۹ | ۲۰۰۱ | ۲۰۰۴ |
| جمعیت | ۲۸۰  | ۳۶۰  | ۵۳۵  | ۵۴۴  | ۴۲۷  | ۹۸۴  | ۱۲۰۵ | ۱۲۳۲ | ۱۶۷۹ | ۱۷۰۰ |